# Alfred Grüneklee
Alfred Fritz Norbert August Grüneklee (* 3. Februar 1878 in Nörten-Hardenberg im Landkreis Northeim (Niedersachsen); † 3. Juli 1965 in Braunschweig) war ein deutscher technischer Postbeamter und Präsident mehrerer Reichspostdirektionen.

## Leben
Nach seiner Schulausbildung trat Alfred Grüneklee 1897 in den Dienst der Reichspost, wo er vorwiegend im Telegraphenwesen (in Köln, Sommerfeld (Niederlausitz), Frankfurt//Oder und Berlin) beschäftigt war. Er wurde Direktor der Telegraphenabteilung in Braunschweig und 1919 Postrat. Später in Leipzig tätig, wurde er 1933 Telegraphendirektor und Leiter des Telegraphenbauamtes in Oldenburg, wo er im Herbst 1933 zum Oberpostrat ernannt wurde.
Er war Präsident der Reichspostdirektionen in
- Bamberg (1. August 1934 – 31. August 1935)
- Leipzig (1. September 1935 – 30. September 1937)
- Hamburg (1. Oktober 1937 – 31. Mai 1938)
- Köln (1. Juni 1938 – 31. Mai 1943)

Zum 1. Juni 1943 wurde Grüneklee in den Ruhestand verabschiedet.
Am 1. Juni 1931 wurde er Mitglied der NSDAP.